# Taulat
Taulat (en francès Teulat) és un municipi francès situat al departament del Tarn i a la regió d'Occitània.

## Demografia
| 1962                                       | 1968 | 1975 | 1982 | 1990 | 1999 | 2007 |
| ------------------------------------------ | ---- | ---- | ---- | ---- | ---- | ---- |
| 231                                        | 233  | 222  | 239  | 298  | 399  | 437  |
| Des de 1962: població sense dobles comptes |      |      |      |      |      |      |

## Administració
| Període   | Identitat      | Partit |
| --------- | -------------- | ------ |
| 2001-2008 | Bernard Guyot  |        |
| 2008-     | Patrice Chouzy |        |

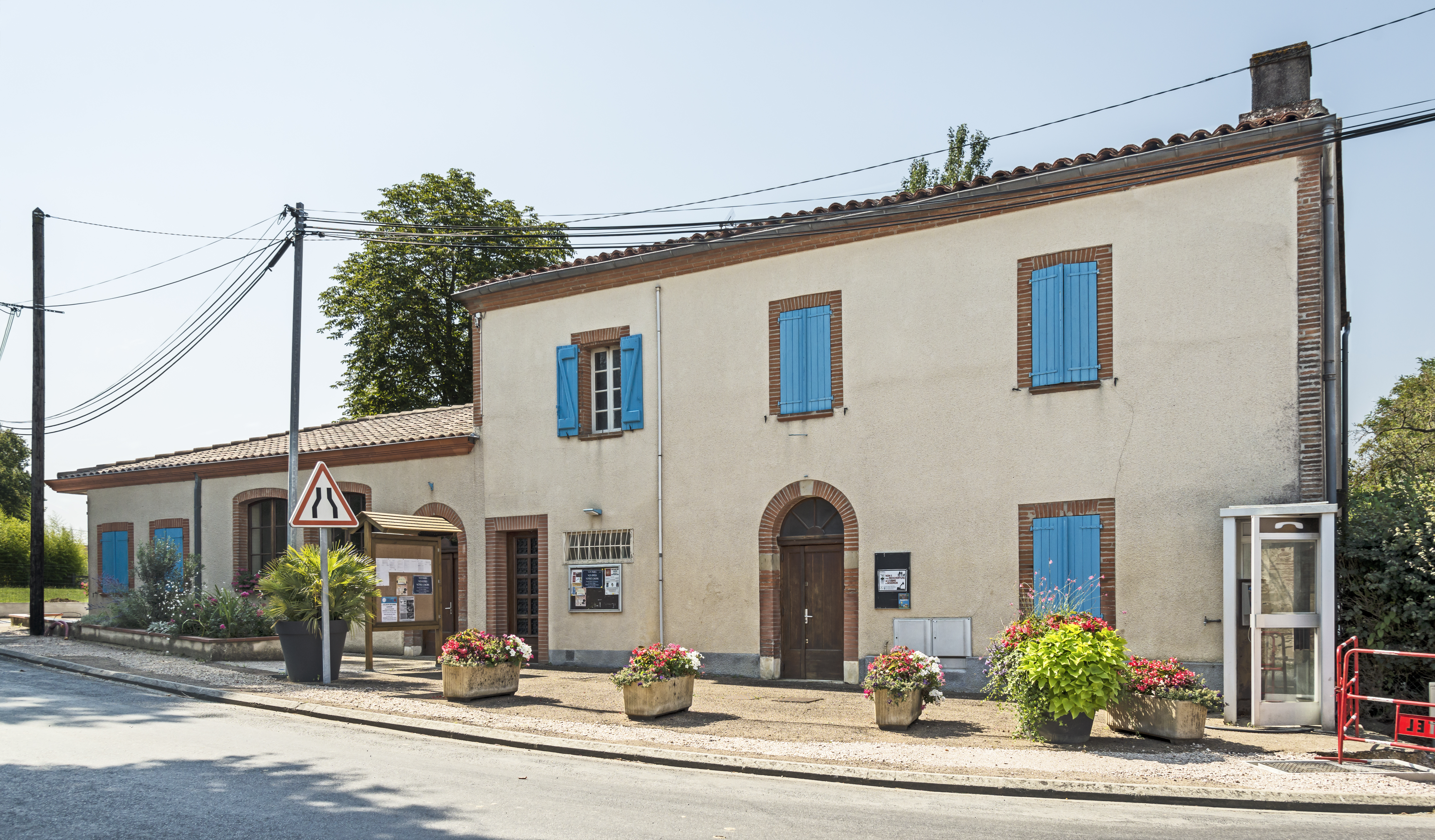
L'ajuntament.
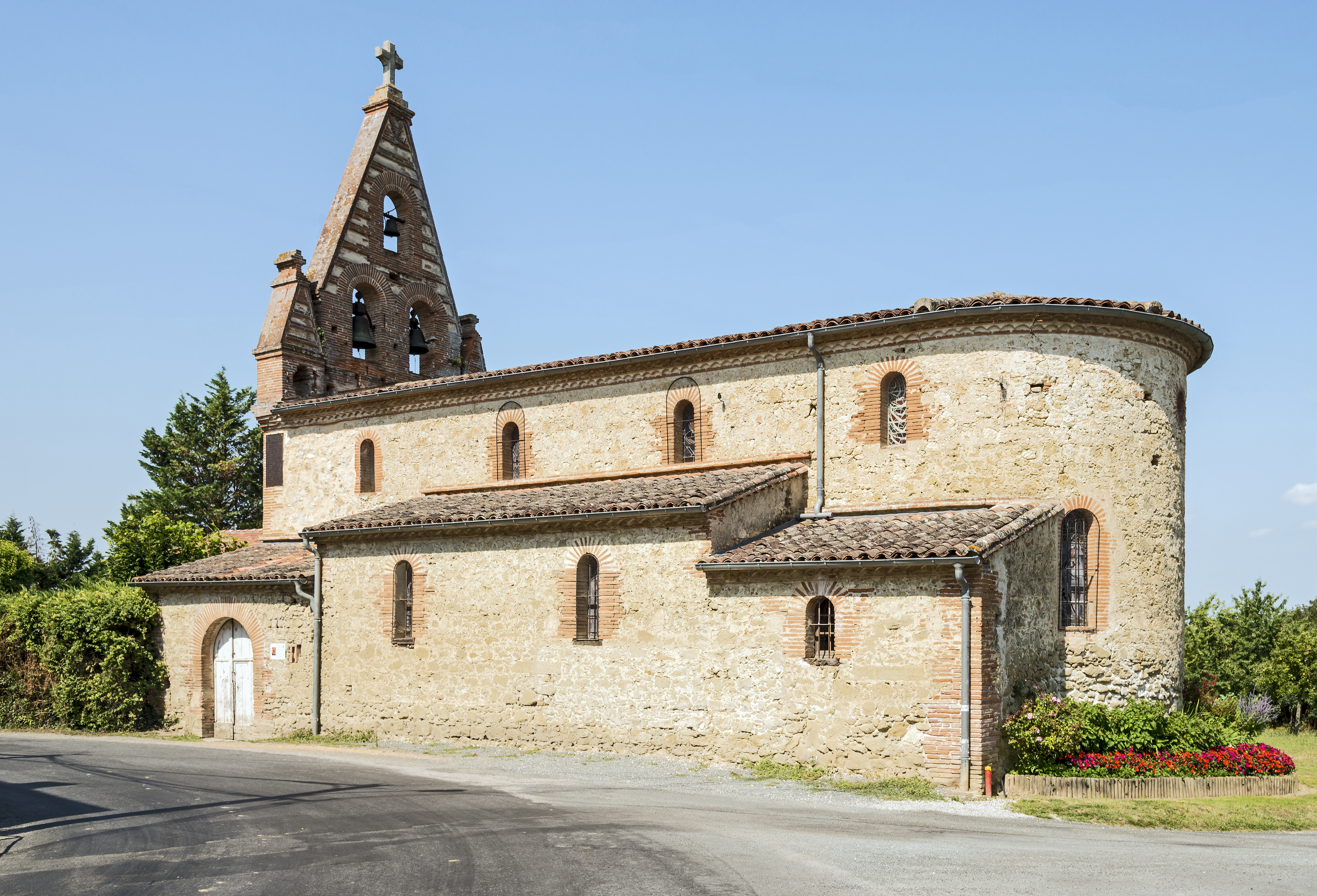
La Capella de Sant Martí.
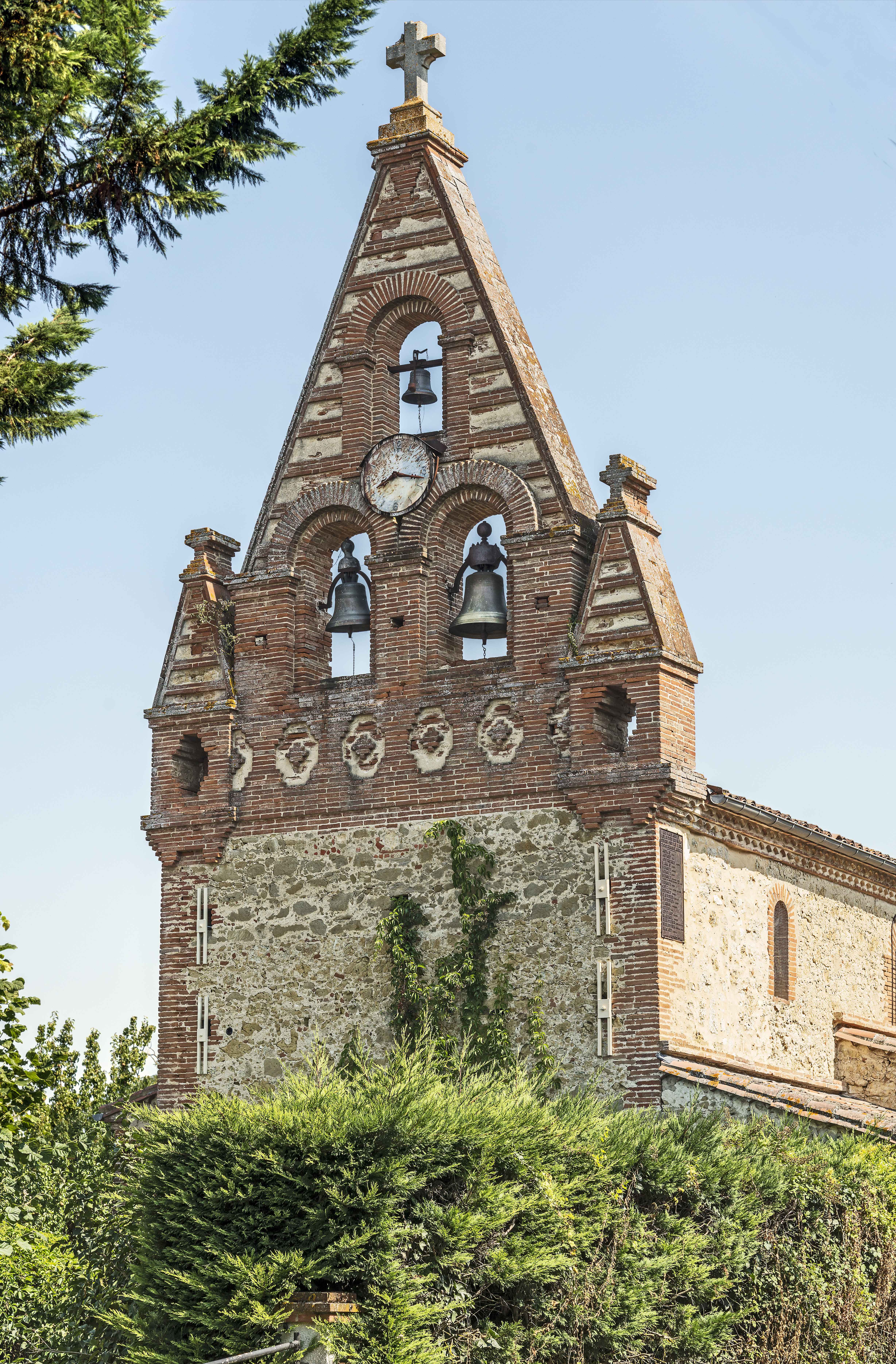
El campanar.